# 明石町 (東京都中央区)
明石町（あかしちょう）は、東京都中央区の地名で、旧京橋区に当たる京橋地域内である。「丁目」の設定のない単独町名である。住居表示実施済区域。

## 概要
隅田川河口部の西岸に位置し、隣の湊と合わせて鉄砲洲と俗称されるほか、広義の築地に含められることがある。聖路加国際病院の所在地で、区関係施設が数か所存在する。明治に外国人居留地が置かれ、西洋文化と関わりが深い。

## 地理
京橋地域の東部に位置する。
河川・橋
- 隅田川
  - 佃大橋

### 地価
住宅地の地価は、2025年（令和7年）1月1日の公示地価によれば、明石町5-19の地点で221万円/m2となっている。

## 歴史

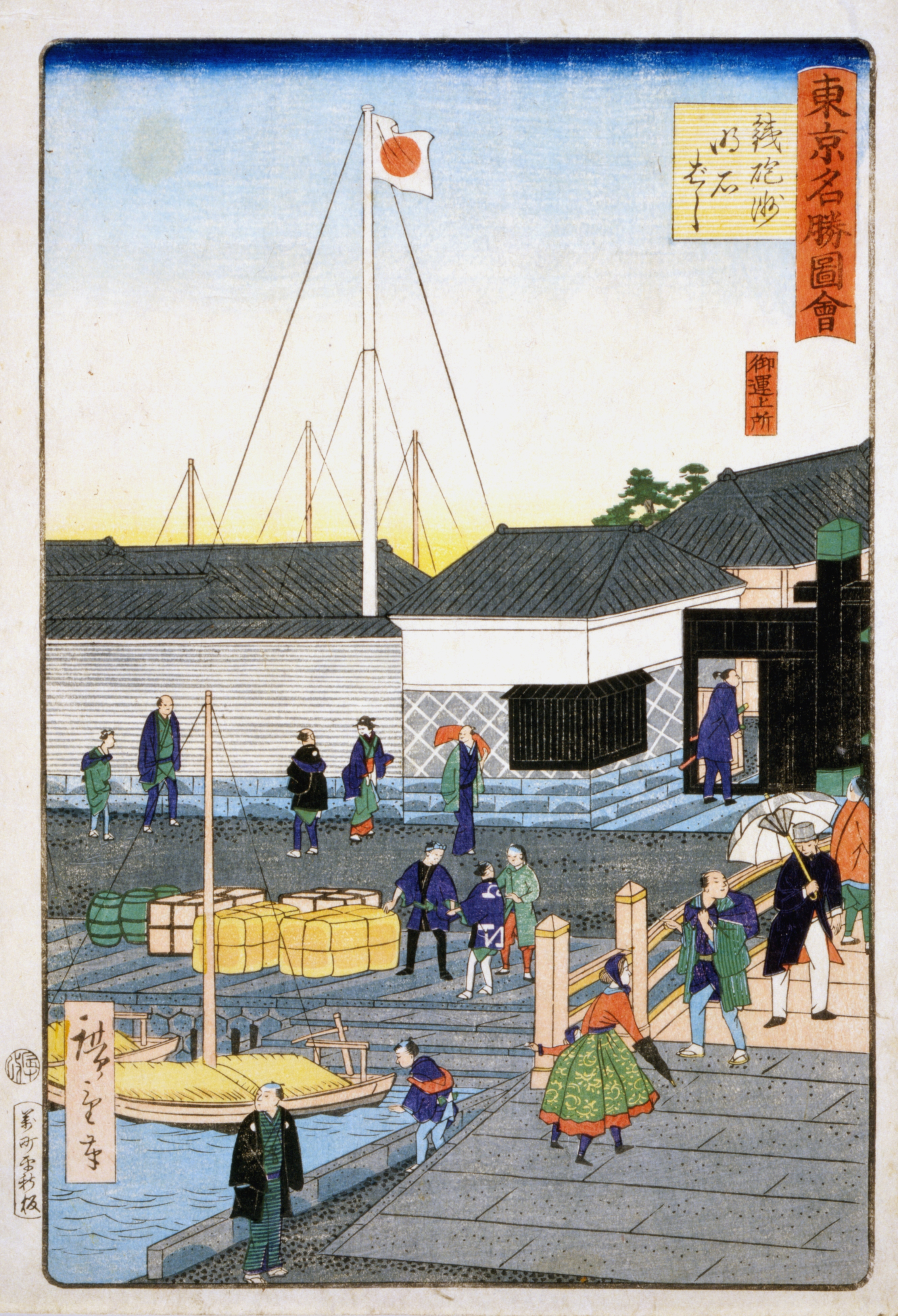
鉄砲洲明石橋。3代広重作

### 江戸期
当初の明石町は明石橋東端の極狭い地域であり、江戸時代には現在の町域は明石町の他、十軒町、船松町二丁目、そして町人街と武家地の混在地で占められていた。武家地には赤穂事件で有名な赤穂藩浅野家の藩邸も含まれる。
中津藩奥平家の中屋敷で前野良沢らが解体新書を完成させたため、蘭学事始の地とされる。同屋敷は1858年（安政5年）に福澤諭吉が慶應義塾の前身となる蘭学塾を開いた地でもある。

### 明治期
1869年（明治2年）には築地居留地が設けられ、文明開化の中心地となった。同年、当地の運上所（現：東京税関）に設けられた電信機役所から横浜裁判所（現：横浜地方裁判所）へ日本初の公共電信が敷かれたことから、電信創業の地とされる。
イギリスの宣教師ヘンリー・フォールズは居留地に滞在中、日本の拇印の習慣に着目して指紋の研究を行ったことから、指紋研究発祥の地とされる。
また明石町は前述の慶應義塾の他、立教大学、明治学院など数多くの大学の発祥地でもある。その他隣接する入船は靴業、築地は活字発祥の地とされるなど、当地やその周辺を発祥地とするものは数多い。

### その後
居留地は治外法権撤廃に伴い1899年（明治32年）に廃止されたが、聖路加国際病院などの西洋的施設は残り、居留地時代の遺風を残した。1932年（昭和7年）に入船町六丁目の一部を編入する。
1945年（昭和20年）の東京大空襲では、聖路加病院の存在により築地一帯は被害を免れた。終戦後GHQにより近辺の建物が接収された。
1968年（昭和41年）に入船町三丁目の一部を編入し、現在の町域が完成した。平成には聖路加ガーデンなどのウォーターフロント開発が進んだ。

### 町名由来
播磨国明石の漁師が移住してきたからとも、当地を明石浦に見立てたものともいう。いずれにしても、現在の兵庫県明石が由来である。

## 世帯数と人口
2023年（令和5年）1月1日現在（中央区発表）の世帯数と人口は以下の通りである。
- 世帯数 : 2,067世帯
- 人口 : 3,687人

### 人口の変遷
国勢調査による人口の推移。
| 年                 | 人口  |
| ------------------ | ----- |
| 1995年（平成7年）  | 1,894 |
| 2000年（平成12年） | 2,172 |
| 2005年（平成17年） | 2,854 |
| 2010年（平成22年） | 3,057 |
| 2015年（平成27年） | 3,131 |
| 2020年（令和2年）  | 3,543 |

### 世帯数の変遷
国勢調査による世帯数の推移。
| 年                 | 世帯数 |
| ------------------ | ------ |
| 1995年（平成7年）  | 888    |
| 2000年（平成12年） | 1,234  |
| 2005年（平成17年） | 1,688  |
| 2010年（平成22年） | 1,747  |
| 2015年（平成27年） | 1,826  |
| 2020年（令和2年）  | 1,952  |

## 学区
区立小・中学校に通う場合、学区は以下の通りとなる（2025年4月現在）。
- 区域 : 全域
  - 小学校 : 中央区立明石小学校
  - 中学校 : 中央区立銀座中学校

## 事業所
2021年（令和3年）現在の経済センサス調査による事業所数と従業員数は以下の通りである。
- 事業所数 : 305事業所
- 従業員数 : 15,002人

### 事業者数の変遷
経済センサスによる事業所数の推移。
| 年                 | 事業者数 |
| ------------------ | -------- |
| 2016年（平成28年） | 270      |
| 2021年（令和3年）  | 305      |

### 従業員数の変遷
経済センサスによる従業員数の推移。
| 年                 | 従業員数 |
| ------------------ | -------- |
| 2016年（平成28年） | 14,248   |
| 2021年（令和3年）  | 15,002   |

### 主な企業
- KPPグループホールディングス・国際紙パルプ商事 本社
- 片倉工業 本社
- 三機工業 本社
- 千代田インテグレ 本社
- ニッコンホールディングス・日本梱包運輸倉庫 本社
- 東邦化学工業 本社
- J-オイルミルズ 本社
- 日本製薬 本社

## 施設
教育
- 聖路加国際大学
  - 聖路加国際病院

- 中央区立明石小学校
- 中央区立明石町幼稚園

機関
- 京橋消防署 築地出張所 - 同町が所在地で、周辺の管轄に当たる。

## 観光
名所・史跡
- 浅野内匠頭 邸跡
- 鉄砲洲川跡

## 交通
道路
- 東京都道473号新富晴海線

バス
- 都営バス 東15系統
- 中央区コミュニティバス南循環 聖路加国際病院 / 明石町 / リハポート明石

## 画像一覧

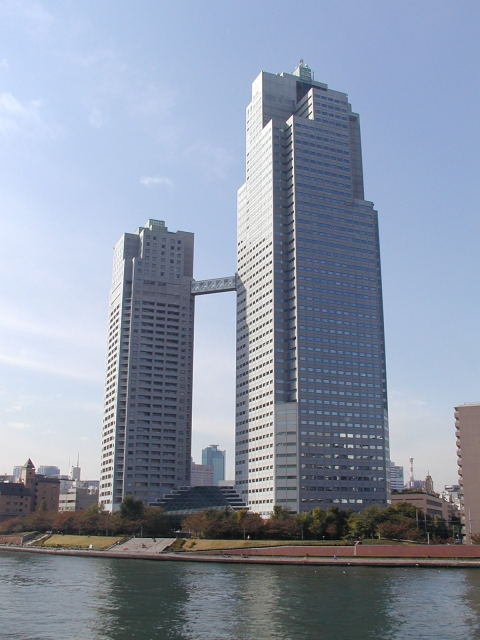
聖路加タワー
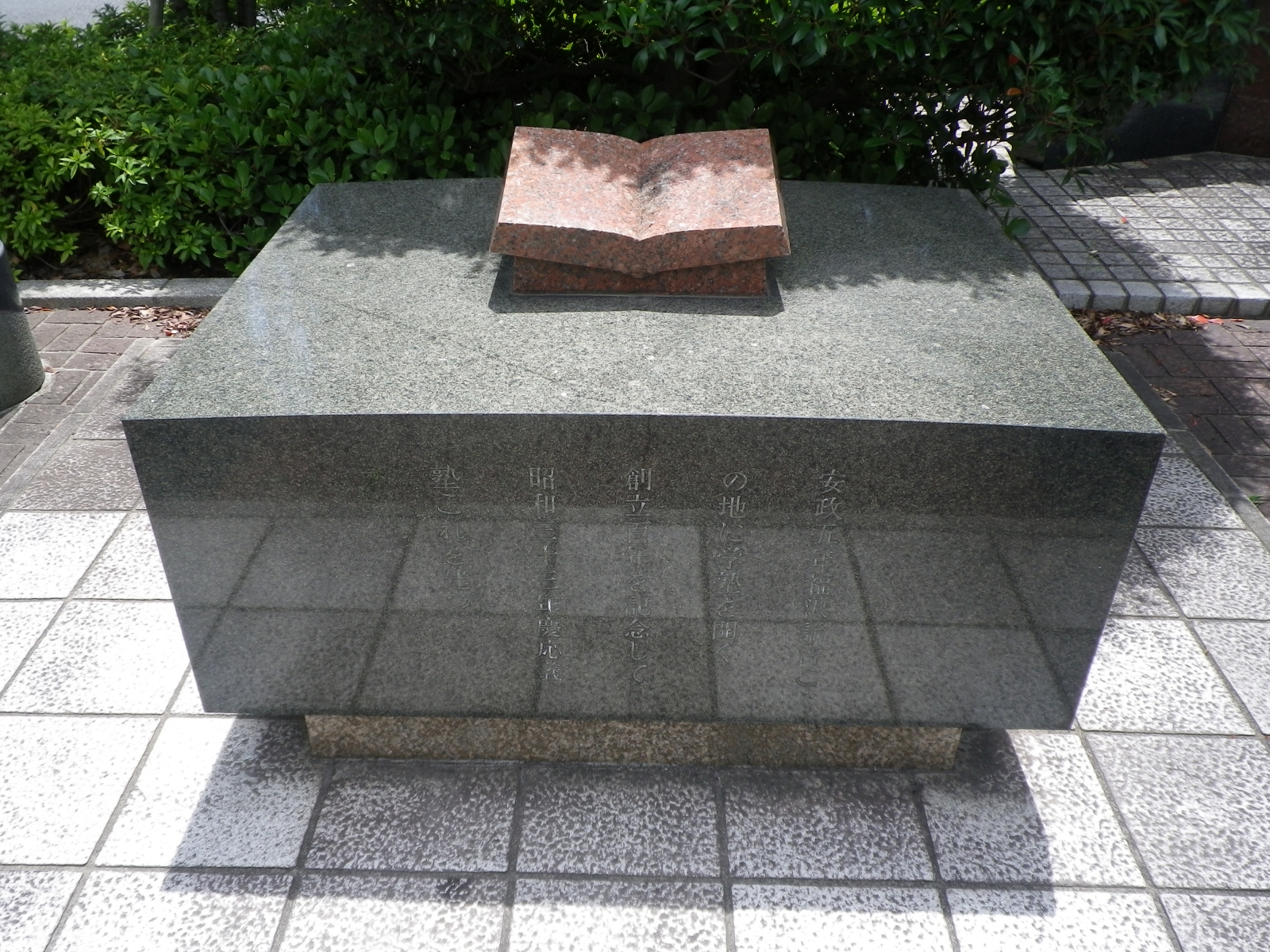
慶應義塾発祥の地記念碑
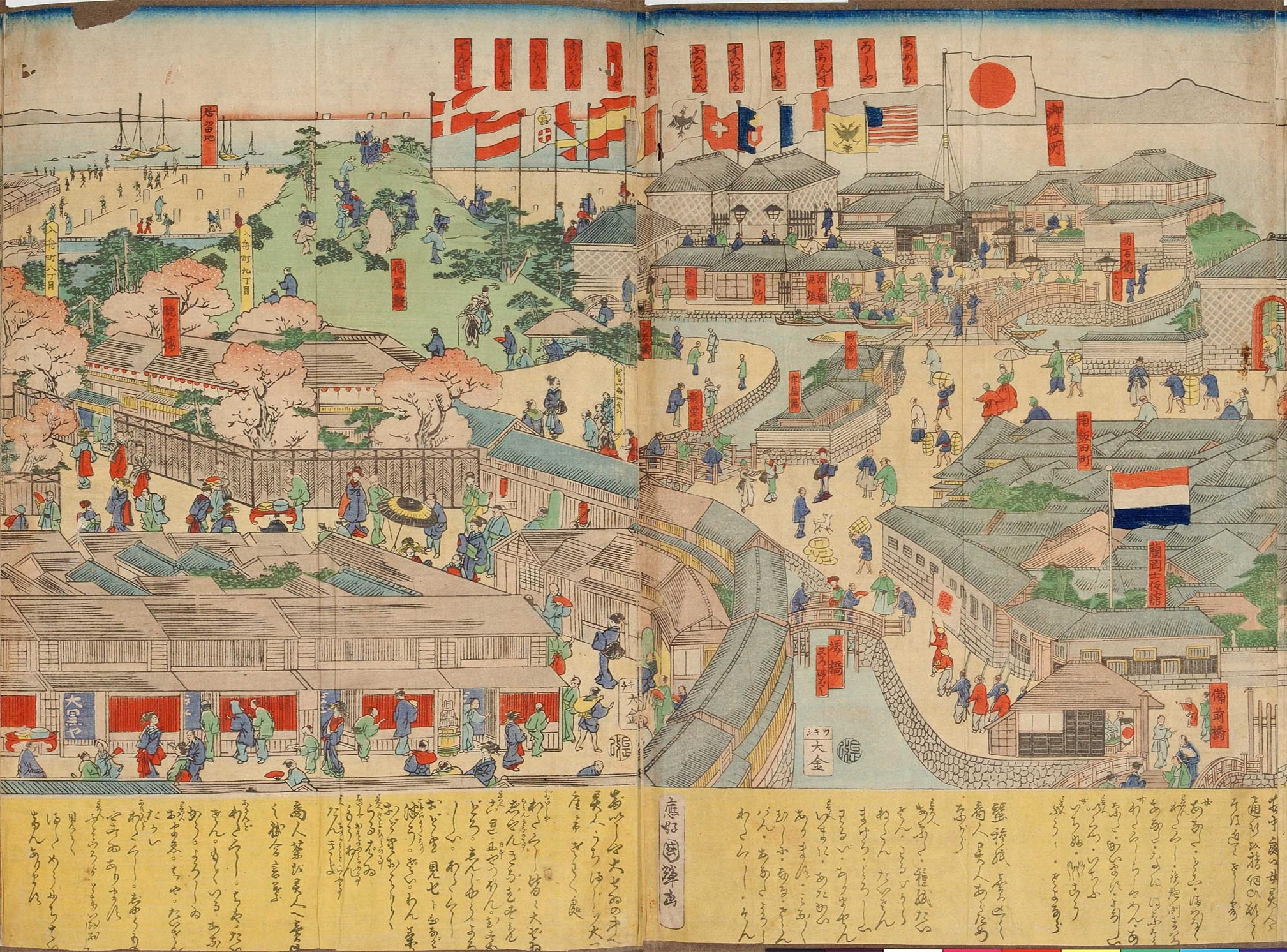
1862年（文久2年）の鉄砲洲
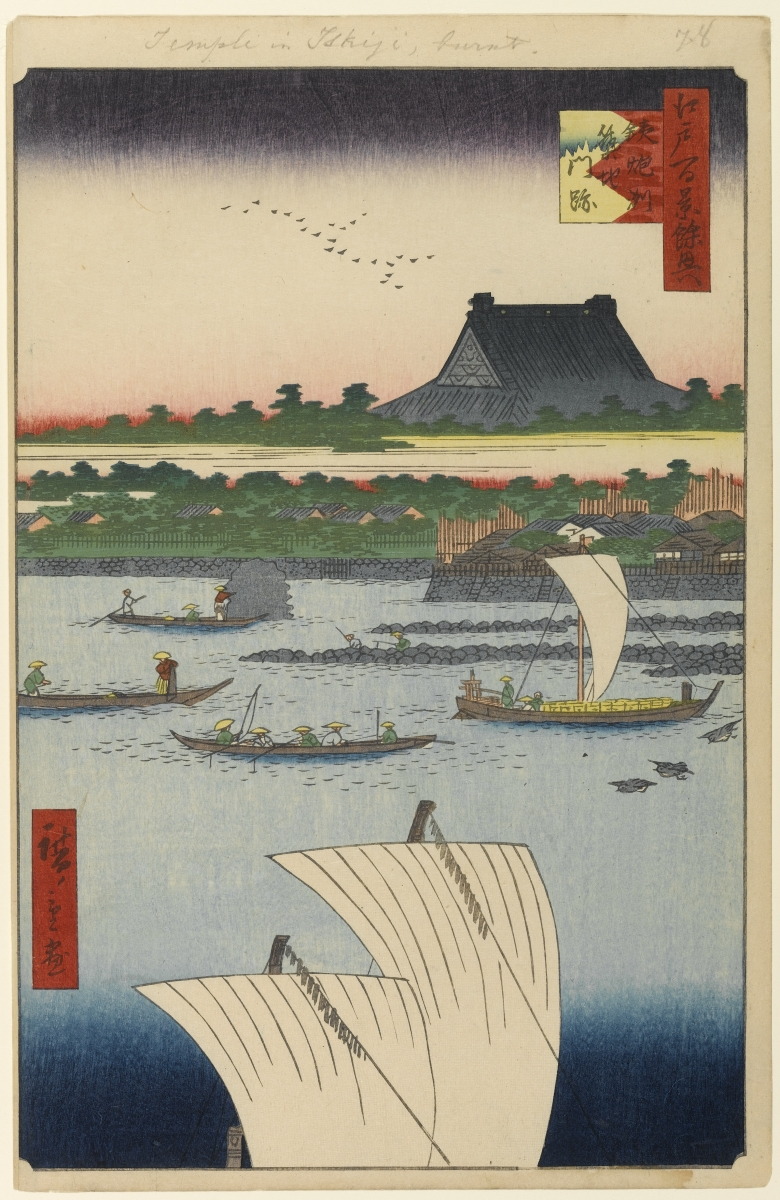
『江戸百景余興』 鉄砲洲築地門跡
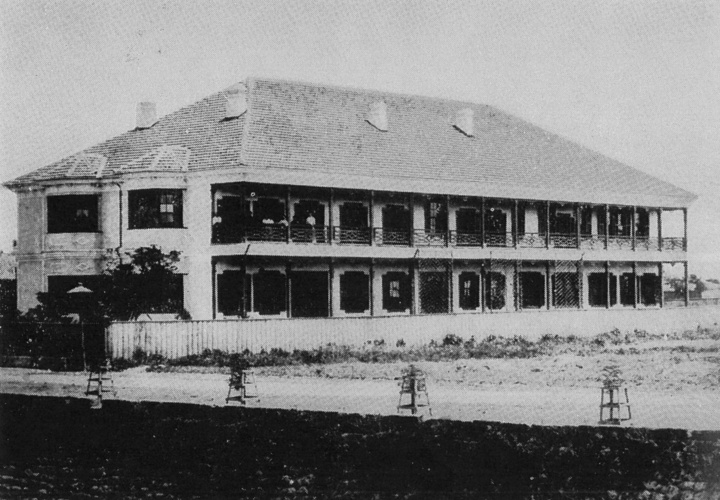
海岸女学校（1881年）
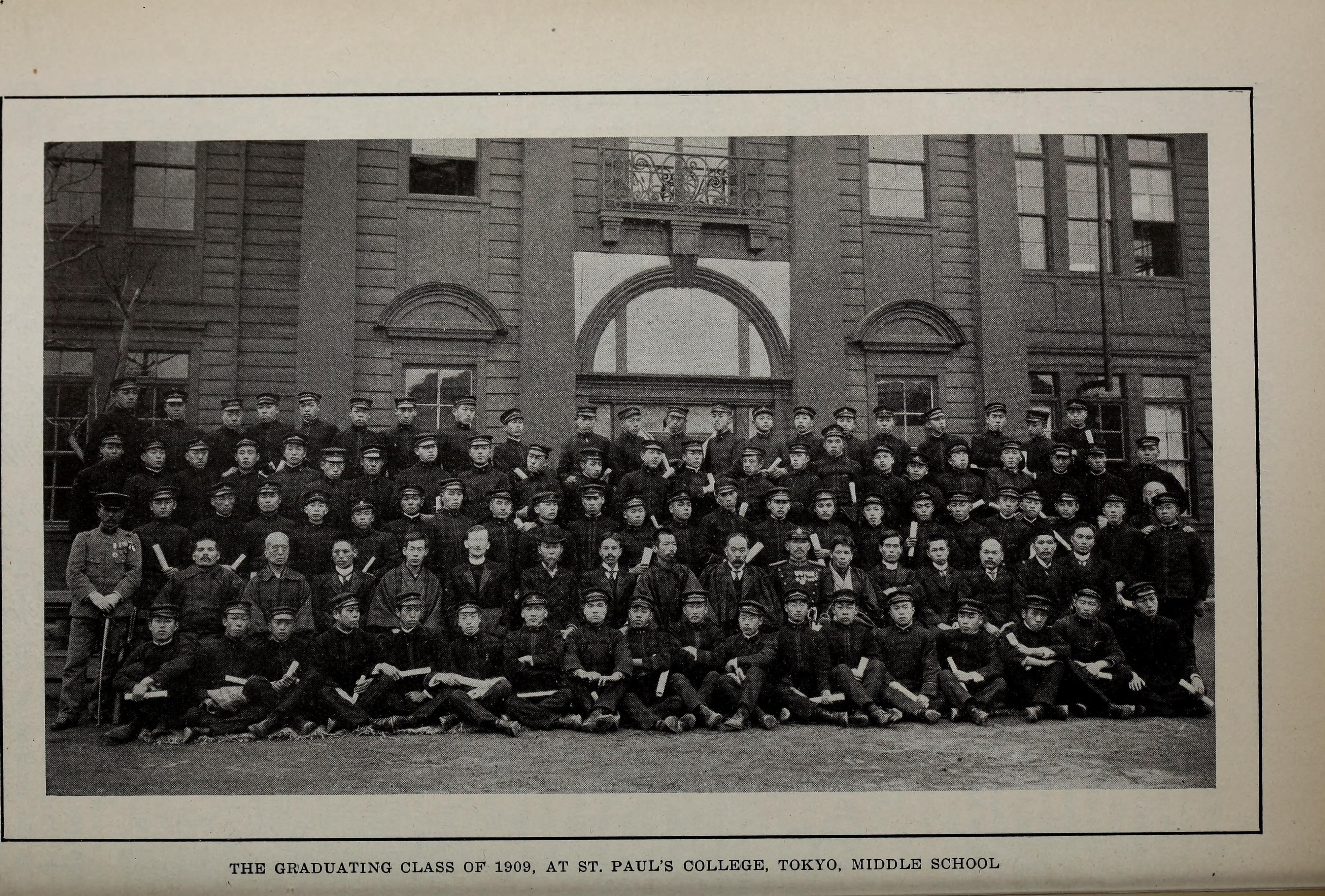
立教中学校（1909年）
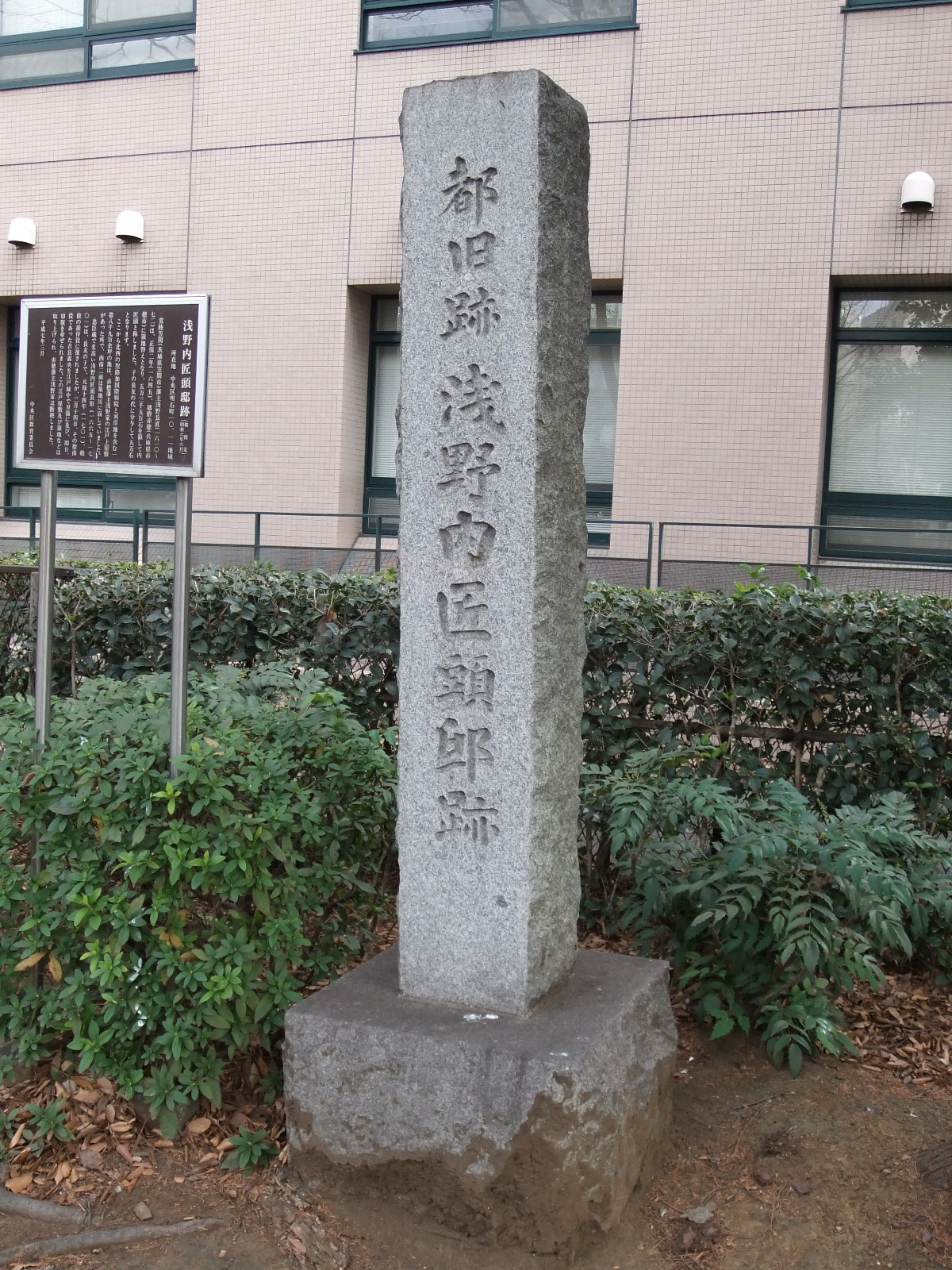
浅野内匠頭邸跡
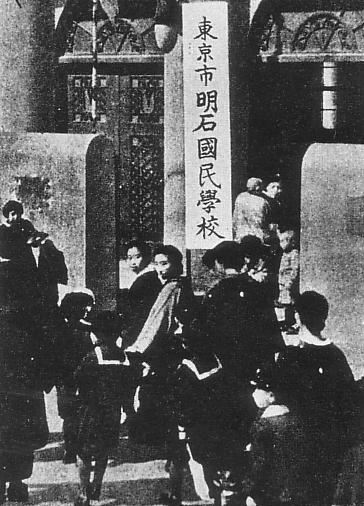
東京市明石国民学校（現：中央区立明石小学校） 1941年（昭和16年）頃撮影
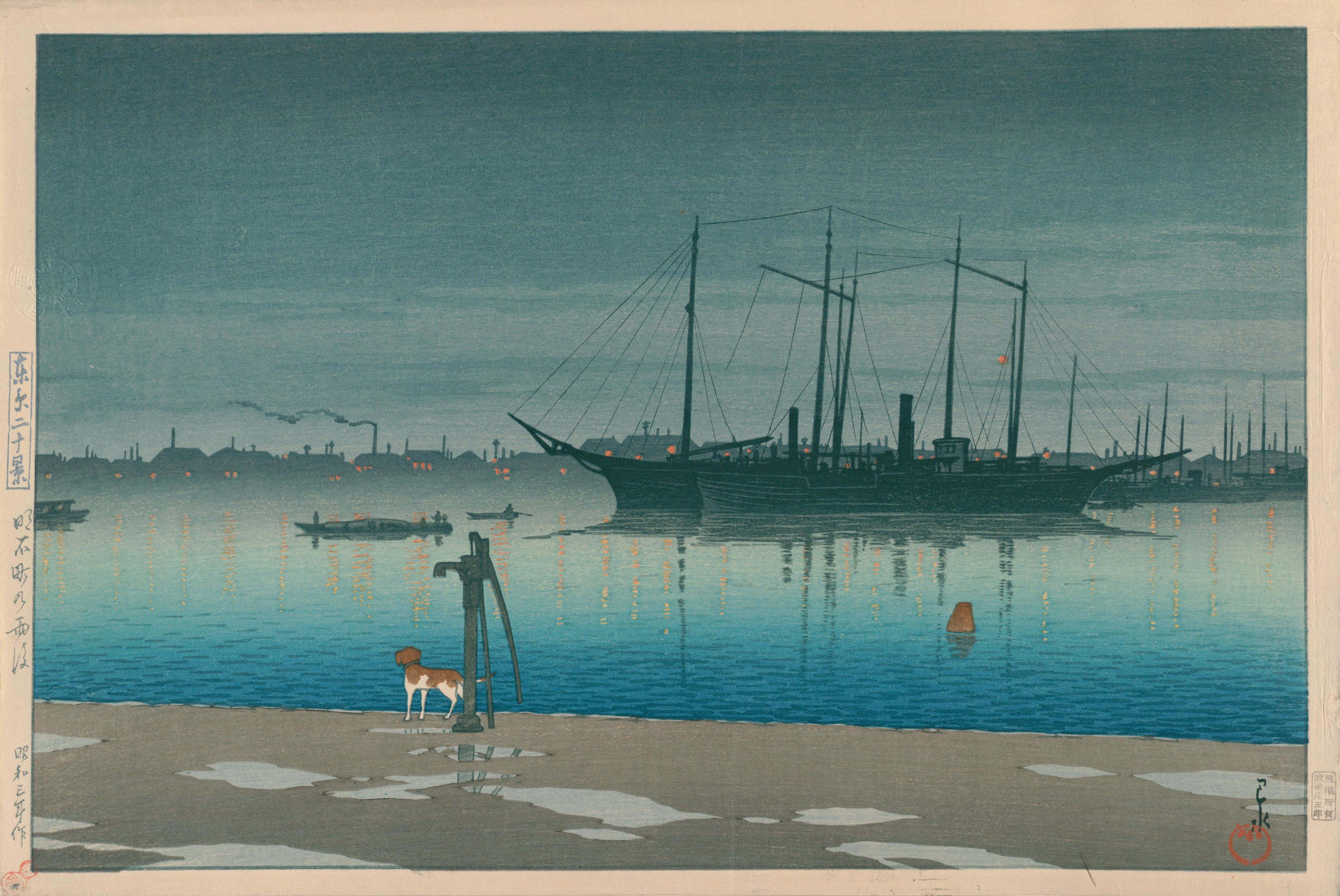
川瀬巴水『東京二十景 明石町乃雨後』（1929年）

## ゆかりのある人物
- 2代目市川猿之助（歌舞伎俳優、澤瀉屋） - 住所が明石町[16]。
- 3代目市川段四郎（歌舞伎俳優、澤瀉屋） - 市川猿之助の長男で、住所が明石町[17]。

## その他

### 日本郵便
- 郵便番号 : 104-0044[3]（集配局 : 晴海郵便局[18]）。

### 管轄等
- 築地警察署 - 同町周辺の管轄に当たる。（所在地：築地）